# Marco Tonazzi
Marco Tonazzi (né le 28 janvier 1961 à Udine) est un ancien skieur alpin italien.

## Coupe du Monde
- Meilleur classement final : 25e en 1986.
- Meilleur résultat : 2e.